# 피첼레
피첼레(Pizzelle)는 이탈리아식 와플 쿠키로 밀가루, 달걀, 설탕, 버터, 식용유로 만들며 향 첨가를 위해서 바닐라나 레몬제스트, 아니스를 첨가한다. 피첼레는 딱딱하거나 부드러울 수도 있으며 준비 재료에 따라 식감이 달라진다.
피첼레의 고장은 중남부 아브루초주의 아루토나이며 피첼레라는 이름은 둥그렇고 평평한 pizze라는 이탈리아어에서 유래했다. 가장 오래된 쿠키의 일종으로 알려져 있으며 고대 로마 시대 때부터 만들어지기 시작한 것으로 보인다. 로마를 포함한 라치오주에서는 피첼레를 ferratelle로 부르기도 한다. 몰리세주에서는 cancelle라 칭하기도 한다.
쿠키를 만드는 데 쓰는 도우는 대한민국에서 붕어빵을 만들 때 틀에 넣어 짜듯이 피첼레를 만드는 틀에 맞춰 굽는다. 전자식 틀도 있지만 보통은 스토브 위에 손으로 공간을 만들어 만들기도 한다. 보통은 눈송이 모양을 빵 양옆에 찍는다. 식으면 바삭바삭해지는데 굽기만 하면 되는 빵으로도 판매된다.

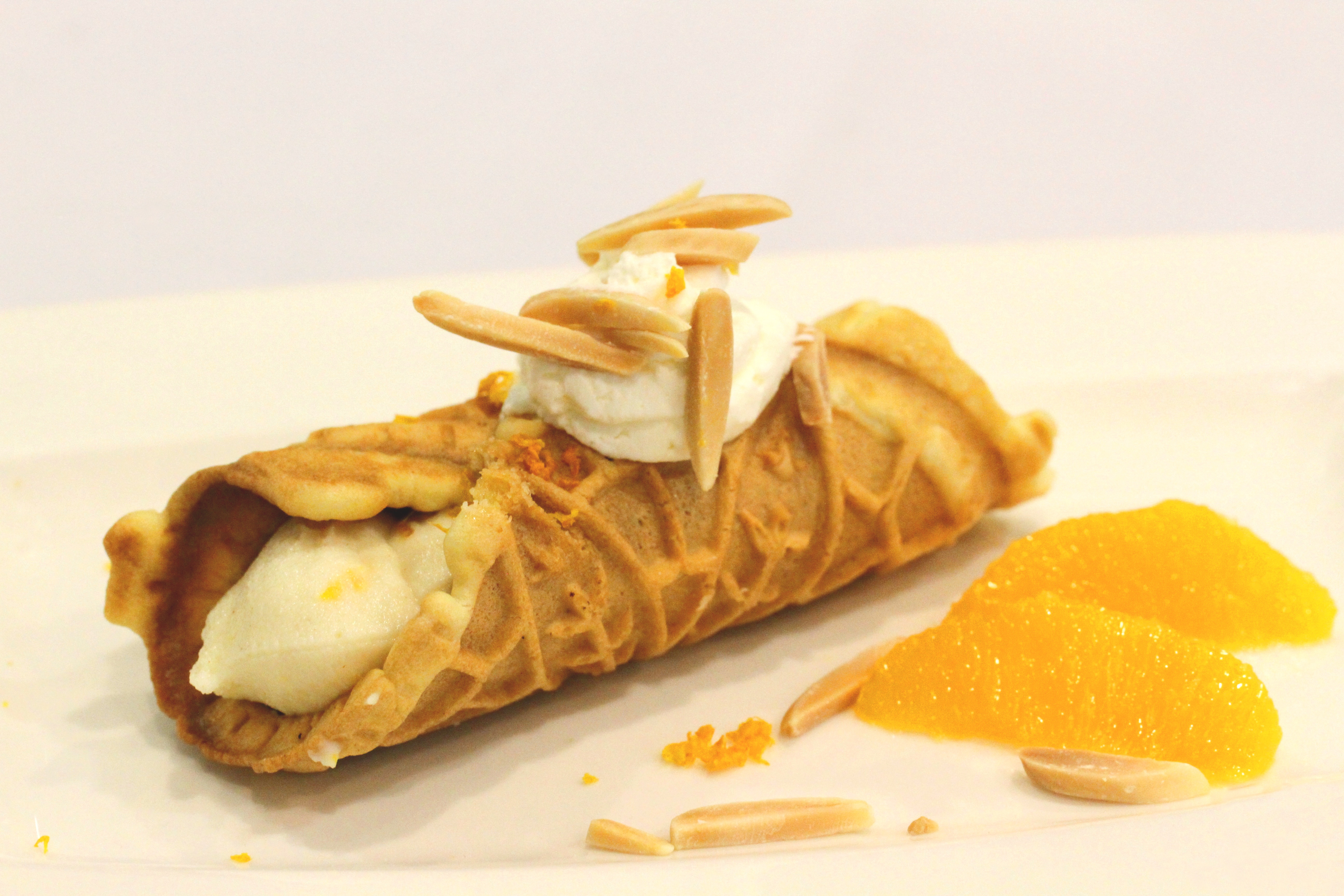
오렌지아몬드 크림을 곁들인 피첼레

피첼레는 크리스마스나 부활절에 특히 많이 먹는다. 이탈리아의 결혼식에서 카놀리와 함께 많이 등장한다.
리코타 치즈와 함께 샌드위치 형태로 두 피첼레를 붙어서 먹는 것이 흔하다.